# Napoleon Sipalay
Napoleon Balili Sipalay Jr. OP (* 20. Oktober 1970 in Davao City) ist ein philippinischer römisch-katholischer Ordensgeistlicher und Bischof von Alaminos.

## Leben
Napoleon Sipalay trat 1988 der Ordensgemeinschaft der Dominikaner bei und legte am 8. Juni 1991 die Profess ab. Er studierte am Philippine Dominican Center of Institutional Studies und erwarb seine Abschlüsse in Philosophie und Theologie an der Päpstlichen und Königlichen Universität des heiligen Thomas von Aquin in Manila. Weitere Studien unternahm er im Bereich Geweihtes Leben am Institute of Consecrated Life in Asia in Quezon City. Am 5. April 1997 empfing er das Sakrament der Priesterweihe.
Nach der Priesterweihe war er von 1996 bis 2000 in der Ausbildung des Ordensnachwuchses in der Ordensprovinz der Dominikaner auf den Philippinen tätig. Von 2001 bis 2006 war er Novizenmeister in Manaoag und von 2006 bis 2015 als Missionar im Bistum Kandy auf Sri Lanka tätig. In dieser Zeit war er zudem Dozent am nationalen Priesterseminar von Sri Lanka. Während dieser Zeit war er von 2006 bis 2009 außerdem Ordensoberer der Dominikanermission im Bistum Kandy. Von 2015 bis 2016 war er Prior des Dominikanerkonvents an der Rosenkranz-Basilika in Manaoag. Von 2016 bis 2021 war er Provinzial der Dominikanerprovinz mit Sitz in Quezon City sowie Vizekanzler der Universität des heiligen Thomas von Aquin in Manila. Von 2017 bis 2021 gehörte er außerdem dem Stiftungsrat verschiedener dominikanischer Einrichtungen auf den Philippinen an. Ab 2021 war er Spiritual des Zentralseminars der Universität des heiligen Thomas von Aquin und Präsident des Pastoralrats sowie Mitglied des Personalrats der Ordensprovinz.
Papst Franziskus ernannte ihn am 28. Januar 2024 zum Bischof von Alaminos. Die Bischofsweihe spendete ihm der Erzbischof von Lingayen-Dagupan, Socrates Buenaventura Villegas, am 18. März desselben Jahres in der Rosenkranz-Basilika in Manaoag. Mitkonsekratoren waren Fidelis B. Layog, Weihbischof in Lingayen-Dagupan und während der mehr als vierjährigen Sedisvakanz Apostolischer Administrator von Alaminos, sowie der Bischof von Urdaneta, Jacinto Agcaoili Jose. Die Amtseinführung in Alaminos fand am folgenden Tag statt.